# Гідробіолог (судно)
Науково-дослідне судно «Гідробіолог» — це науково-дослідне судно України, що належало Інституту гідробіології НАН України. Судно побудували 1992 року на Іллічівському судноремонтному заводі спеціально для виконання науково-дослідних робіт. До 2018 року експлуатувалося мало — всього 500 годин, по суті не експлуатувалось від 2005 року. В 2017 судно передали на баланс Науковому гідрофізичному центру Національної академії наук України. У серпні 2019 року судно стало на ремонт на Київському суднобудівному-судноремонтному заводі, який був завершений в 2021.
Загальні параметри судна: довжина — 37,59 м, ширина — 6,9 м, висота надводного борту — 2,9 м, осадка — 2,08 м, валова місткість — 272 т. Автономність плавання — 10 діб. «Гідробіолог» здатен ходити внутрішніми водними шляхами України, в Чорному та Азовському морях лише при хвилюванні не більше 6 балів і при висоті хвилі до 3,5 м. Пасажиромісткість — до 24 осіб.